# ニッケルクロム鋼
ニッケルクロム鋼（ニッケルクロムこう、nickel chromium steel）とは、炭素鋼に1.0 - 3.5 %のニッケル、0.2 - 1.0 %のクロムが添加された合金鋼の一種である。耐食性・耐磨耗性に優れている。構造用合金鋼の中では初期に開発されたもので、砲身用の材料として発達した。

## 特性
ニッケルにより材質を粘り強く、クロムにより焼入れ性を向上させており、通常は焼入れ・焼戻し処理（熱処理）して使用される。炭素鋼と比べ、引っ張り強度・靱性・焼入れ性に優れ、焼戻し時における軟化抵抗性が向上している。欠点として焼戻し脆性と呼ばれる、焼戻しの際に脆化する傾向が強い。これを避けるために、焼戻し時は徐冷ではなく急冷が推奨される。ただし後述の通り、焼き戻しを二段階にて行うと、この特性に大きな変化をもたらす。
また高価な戦略物資でもあるニッケルを含むため合金鋼の中では比較的高価である。同様の長所を備えながらより安価なクロムモリブデン鋼に代替されることも多い。ニッケルクロムモリブデン鋼やクロムモリブデン鋼が発達する以前の第二次世界大戦までは、合金鋼の主流であった。クランク軸やピストンピン、歯車などで使用される。
Cr-Ni系ステンレス鋼もニッケルやクロムを添加した合金鋼だが、ステンレスはこれらの元素をより多量に含んでいる。

## ニセコ鋼
合金鋼として多用されていたニッケルクロム鋼だが、その機械的特性ゆえに重工業・軍事産業で多く用いられた。しかしニッケルクロム鋼の熱処理において金属組織の不均一に起因する様々な欠陥を生むことは避けられなかった。たまたま、魚雷の気室破裂事故の原因調査の過程で発見された構造相転移過程を応用し、ニッケルクロム鋼に対して、焼戻しに2段階の工程（『二段焼戻し』と称した）を採用すると、ソルバイト（微細パーライト）地の緻密な組織が得られ、機械的特性の大幅な改善、特に硬度と靭性に著しい変化がみられた。1924年（大正13年）、これを発見・研究した日本製鋼所室蘭製作所にて、「日本製鋼所のニッケルクロム鋼」の意味から『ニセコ鋼』 (NISECO steel) と名付けられ、戦車の防弾用装甲板のみならず、船舶の駆動軸等にも多用された。ニセコ鋼で作られた、日本初の鋼鉄防弾装甲板を装備した、八九式中戦車をはじめ、日本陸海軍の標準装甲板や、同様に二重焼戻しを採用したニッケルクロム鋼は、世界各国の艦船舶の駆動軸（ドライブシャフト）など、各国で幅広く用いられている。浸炭技術が普及してからは、高価なニッケルクロム鋼の代用として、安価なクロムモリブデン鋼が多く用いられ、ニセコ鋼に取って代わるようになった。

## JISによる分類
ニッケルクロム鋼材の日本産業規格(JIS)に基づく識別は先立つ記号「SNC」で行う。
| 種類の記号 | 炭素        | ケイ素      | マンガン    | リン      | 硫黄      | ニッケル    | クロム      | 銅       |
| ---------- | ----------- | ----------- | ----------- | --------- | --------- | ----------- | ----------- | -------- |
| SNC236     | 0.32 - 0.40 | 0.15 - 0.35 | 0.50 - 0.80 | 0.030以下 | 0.030以下 | 1.00 - 1.50 | 0.50 - 0.90 | 0.30以下 |
| SNC415     | 0.12 - 0.18 | 0.15 - 0.35 | 0.35 - 0.65 | 0.030以下 | 0.030以下 | 2.00 - 2.50 | 0.20 - 0.50 | 0.30以下 |
| SNC631     | 0.27 - 0.35 | 0.15 - 0.35 | 0.35 - 0.65 | 0.030以下 | 0.030以下 | 2.50 - 3.00 | 0.60 - 1.00 | 0.30以下 |
| SNC815     | 0.12 - 0.18 | 0.15 - 0.35 | 0.35 - 0.65 | 0.030以下 | 0.030以下 | 3.00 - 3.50 | 0.60 - 1.00 | 0.30以下 |
| SNC836     | 0.32 - 0.40 | 0.15 - 0.35 | 0.35 - 0.65 | 0.030以下 | 0.030以下 | 3.00 - 3.50 | 0.60 - 1.00 | 0.30以下 |

- この表に記載していない合金元素は、溶鋼を仕上げる目的以外に、意図的に添加してはならない。